# فكتور ايفانوف (سياسي)
فكتور ايفانوف (الروسية: Виктор Иванов) هو سياسي روسي، ولد في 12 مايو 1950 في فيليكي نوفغورود في روسيا.